# بانگ‌مرغ شانه‌سرخ
بانگ‌مرغ شانه‌سرخ (نام علمی: Calicalicus rufocarpalis) نام یک گونه از سرده بانگ‌مرغ‌های سرخ است.